# Kupiec Polski
Kupiec Polski – pismo Krakowskiej Kongregacji Kupieckiej wydawane nieregularnie w Krakowie od 1907 roku, a od 1950 w Warszawie. 

## Historia

### 1907–1913
Dwutygodnik został założony w 1907 roku przez „spółkę kupców”. Początkowo za sprawy wydawnicze był odpowiedzialny Antoni Porębski, prezesem komitetu redakcyjnego został Ludwik Halski. Porębski dość szybko zrezygnował z pracy w redakcji i wrócił do niej w 1912 roku. Ponieważ pismo utrzymywało się z dochodów z prenumeraty i reklam już w 1912 roku planowano jego zamknięcie.  jego działalność o rok przedłużyły subwencje od Stowarzyszenia Kupców i Młodzieży Handlowej, Banku Hipotecznego i czytelników. Pierwszy okres działalności pisma kończy się w 1913 roku.    

### 1925–1939
W  latach 1914–1925 pismo było zawieszone. Wydawanie wznowiono w styczniu 1925 roku jako pismo Krakowskiej Kongregacji Kupieckiej, ale już w czerwcu 1926 roku połączono z organem Związków Kupieckich Wielkopolski, Pomorza i Śląska „Świat Kupiecki”. W 1930 roku zrezygnowano ze współpracy. Przed II wojną światową w skład redakcji wchodzili: Aleksander Adelman, Stanisław Porębski, Stanisław Nycz, Karol Krzetuski, Rudolf Radzyński.   

## Redaktorzy naczelni
- Jan Karol Maćkowski (od 1 stycznia do 30 września 1907)[2]
- Karol Kucharski[2]
- Ludwik Szczepański ( od 1 października 1907 – 1 listopada 1909)[2]
- August Porębski (1910 – 1913)[2]